# Young Marble Giants

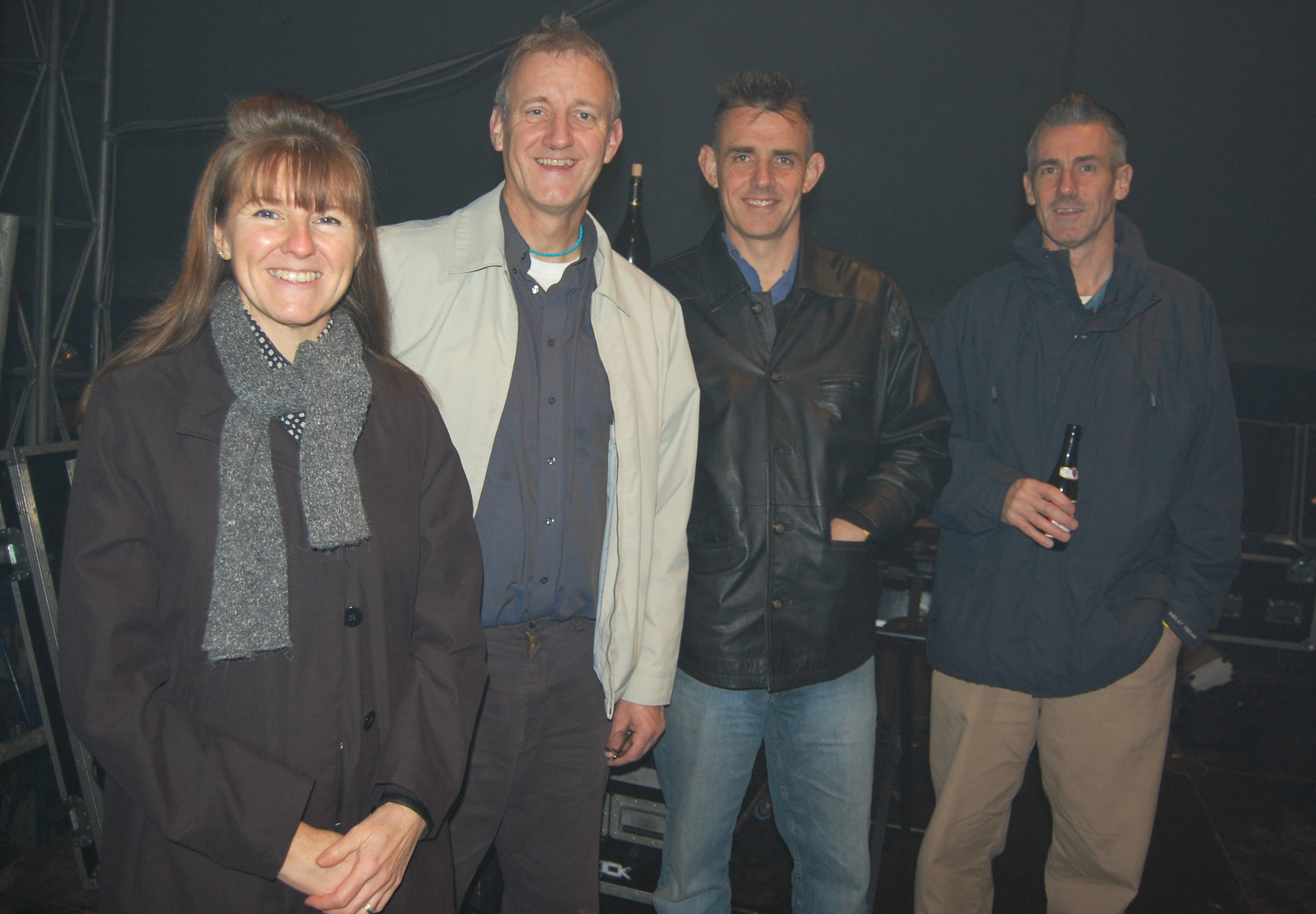
YMG na een optreden tijdens Factory Festival 2008 in Nijvel

Young Marble Giants is een newwavegroep uit het begin van de jaren tachtig die zich onderscheidde door, als een van de weinige bands die met deze muziekstijl geassocieerd worden, zeer minimale en verstilde songs ten gehore te brengen. Het trio Young Marble Giants heeft slechts enkele jaren bestaan, toch hebben ze vele musici geïnspireerd met hun muziek. 

## Biografie
De band kwam bijeen toen gitarist/toetsenist Stuart Moxham terugkwam naar Zuid-Wales na een verblijf in Duitsland. Samen met zijn broer Phil ging hij in coverbands spelen. In een van deze bands kwam hij zangeres Alison Statton tegen. Stuart besloot samen een nieuwe formatie op te richten. Een naam was snel gevonden. De naam "Young Marble Giants", "jonge marmeren reuzen", is afgeleid van een boek over de Griekse oudheid.
In 1979 maakte de band een demotape. Sommige liederen van deze demotape zouden later op het album Colossal Youth terechtkomen. Ook zou later deze demo nog uitgegeven worden, in 2000 onder de naam The Salad Days Collection. De band kreeg een contract bij het label Rough Trade. Het album Colossal Youth werd opgenomen en hetzelfde gebeurde met de single Final Day. De band is nooit een commercieel succes geweest, maar daar ging het de bandleden ook niet om.
In 1980 heeft de band een tour door Noord-Amerika en Europa gedaan. Tijdens de tour door Noord-Amerika viel de band uiteen, doordat de bandleden verschillende muzikale ideeën bleken te hebben. Ook waren er spanningen in de band. Later zijn de leden meerdere malen bij elkaar gekomen voor reünies.
Young Marble Giants heeft diverse latere bands beïnvloed. Tot de fans van de band behoorde Kurt Cobain, de zanger van Nirvana. De band Hole heeft Credit In The Straight World gecoverd.

## Discografie

### Albums
- Colossal Youth (demo), 1979
- Is The War Over? (compilatie), 1979
- Colossal Youth, 1980
- Testcard EP, 1981
- The Peel Sessions, 1991
- Nipped In The Bud, 1983
- Salad Days CD, 2000
- Live At The Hurrah!, 2004

### Singles
- Final Day, 1981

### Video
- Live At The Hurrah!, 1994

### Dvd
- Live At The Hurrah!, 2004